# Huang Ding
Huang Ding (黄鼎,  Huáng Dǐng); persönlicher Name: Zungu(尊古,  Zūngǔ); Freundschaftsnamen: Xianpu (闲圃,  Xiánpǔ), Duwangke (独往客,  Dúwǎngkè); letzter Name: Jinggou Laoren (净垢老人,  Jìnggòu Lǎorén). (1660–1730). Huang Ding stammt aus dem Ort Changshou (常熟,  Chángshóu) in der Provinz Jiangsu. Huang Ding war Vizeminister der Finanzen und Mitglied der Hanlin-Akademie.

Er war ein guter Landschaftsmaler, wobei er alte Gemälde auf lebendige Art kopierte. Besonders tat er sich mit Kopien von Wáng Méng hervor. Später nahm er sich Wang Yuanqi (王原祁,  Wáng Yuánqí) zum Vorbild und änderte seinen Stil. Seine Pinselführung wurde kraftvoll und seine Gemälde frei und natürlich.

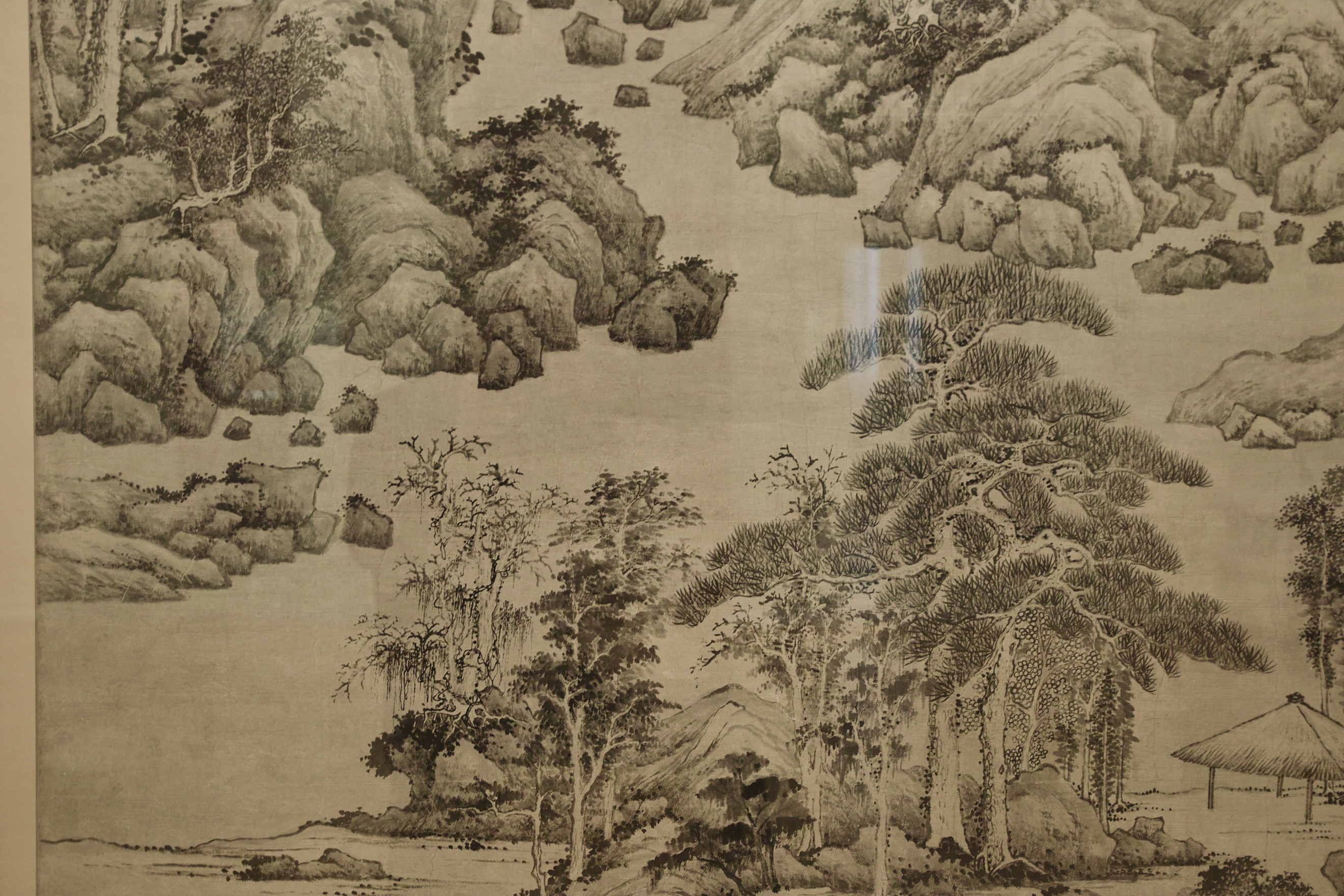
HuangDing-Sommerberge

## Huang Ding und der Beginn der Qing-Zeit
Zu Beginn der Qing-Dynastie wurde die chinesische Malerei von den „Vier Wang“ dominiert, die sich auf das Kopieren traditioneller Gemälde beschränkten. Auch weitere Schulen, die den Namen „Vier kleine Wang“ oder „die späteren Wang“ trugen, konnten den Zustand „Zehntausend Menschen, dasselbe Gesicht“ oder „Alle tragen dieselben Kleider und haben keinen Ausdruck“ nicht bessern. Die Tradition des Meister-Schüler-Verhältnisses und der Weitergabe vom Vater auf den Sohn unter der Verwaltung der Qing stehen jedoch auch für die vom Kangxi-Kaiser beauftragte Kompilation der „Kommentare zu Kalligrafie und Malerei aus dem Peiwen-Studio“ (佩文斋书画谱,  Pèiwén zhāi shū huà pú), fertiggestellt 1708 in 100 Kapiteln unter maßgeblicher Beteiligung von Wang Yuanqi (der bedeutendste der „Vier Wang“) und „Gemälde zur Feier des Kaiserlichen Geburtstages“ (万寿盛典图,  Wànshòu shèngdiǎn tú) eine Sammlung von Holzschnittgemälden, herausgegeben 1717 u. a. von Wang Yuanqi. Huang Ding hat seine Bedeutung als Maler für die chinesischen Kunstkritiker durch seine Stiländerung im Sinne Wang Yuanqis erhalten.

## Künstlerische Entwicklung
Wie Wang Yuanqi untersuchte Huang Ding die Maler der Yuan-Zeit, wobei sein besonderes Interesse Huang Gongwang (黄公望,  Huáng Gōngwàng) galt. Später folgte er Wang Shigu (王石谷,  Wáng Shígǔ) (1632─1717) und dehnte seine Untersuchungen auf die Song und Yuan Maler insgesamt aus. Er studierte die Theorie der Nord-Süd Tradition (南北宗,  Nán-Běi-Zōng). Er wandte sich in der Folge der sichtbaren Natur zu und stärkte die reichhaltigen Errungenschaften der Tradition in seinen Werken. Man sagte von ihm: „In seinem Leben liebte er es, umher zu wandern. Wohin der Ehrwürdige auch immer gekommen ist, wie merkwürdig auch immer die Umstände waren, auf jeden Fall hat er es in einem Gemälde festgehalten.“. Auf seinen Wanderungen durch China beobachtete Huang Ding nicht nur die lebendige Natur, er suchte auch den Kontakt mit Freunden und das Gespräch über die Kunst. Dadurch konnte er lebendige neue Gemälde schaffen.